# Женщины в Эстонии

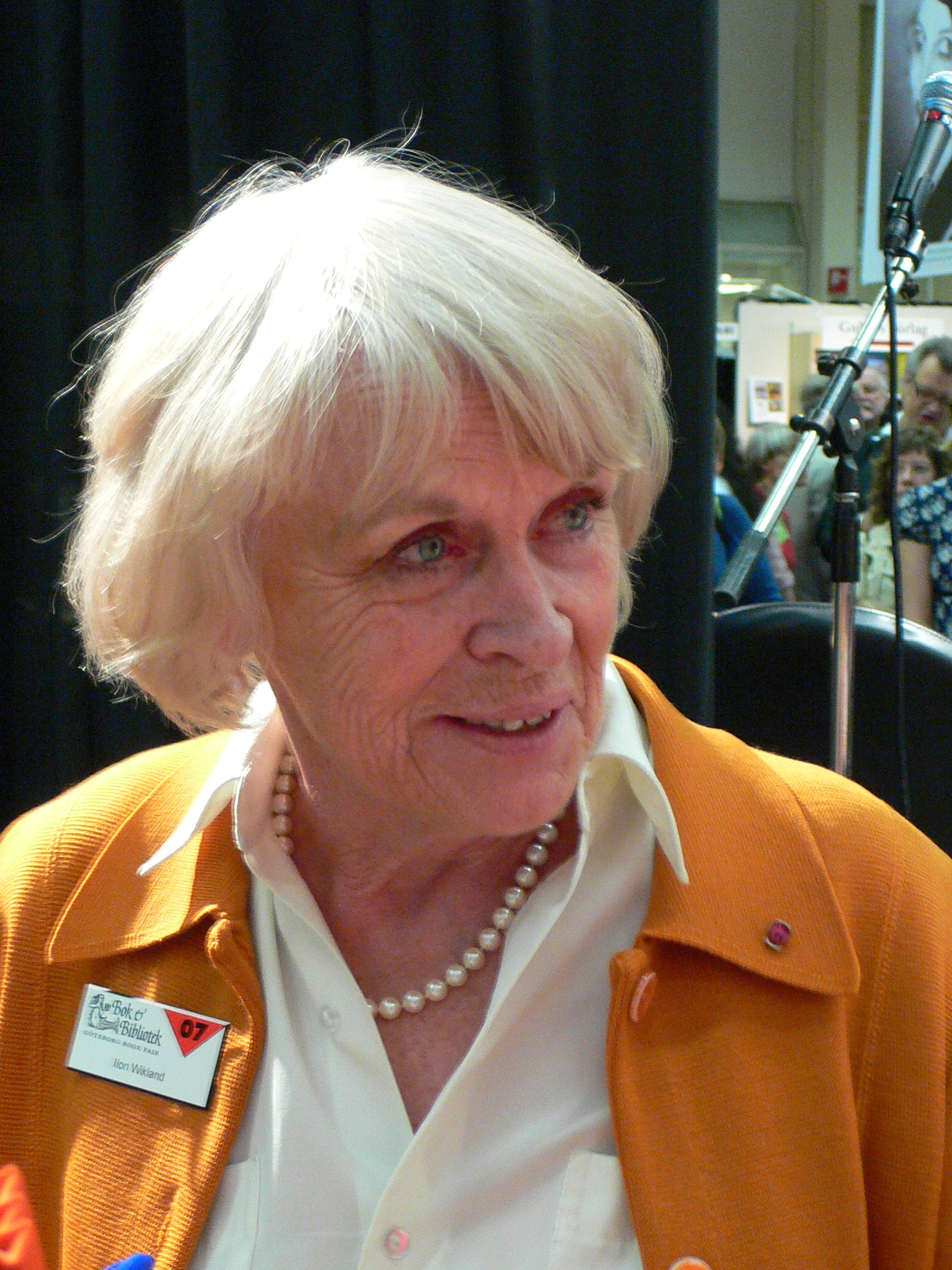
Илон Викланд была автором рисунков в книгах Астрид Линдгрен

Женщины Эстонии — это женщины, родившиеся и/или проживающие в Эстонии.

## Политика
Женщины в Эстонии впервые получили право голоса 24 февраля 1918 года, когда страна обрела независимость от России.
26 января 2021 года Кая Каллас стала первой женщиной-премьер-министром Эстонии.

## Фертильность
В период с 1970 по 1990 год общий коэффициент фертильности (среднее число детей, рождаемых женщиной) эстонок составлял немногим более 2 детей. После обретения независимости произошло быстрое снижение СКР, в 1998 году был зарегистрирован самый низкий показатель: 1,28 ребёнка на одну женщину. В 2001 году Организация Объединённых Наций сообщила в своем ежегодном отчете о населении мира, что «Эстония была одной из самых быстро сокращающихся наций на земле и рисковала потерять почти половину от своего населения в 1,4 миллиона человек к середине века». Чтобы предотвратить падение СКР, одним из шагов, предпринятых эстонским правительством с 2004 года, было введение субсидий для женщин «на рождение детей», которые стали известны как «материнская зарплата». После родов и во время отпуска по беременности и родам работающие эстонки получали полный ежемесячный доход, эквивалентный 1 560 долларам США, до 15 месяцев; неработающие роженицы получали ежемесячную субсидию в размере 200 долларов США. СКР немного восстановился, но колебался из года в год и продолжал оставаться ниже коэффициента воспроизводства (составляя 1,54 ребёнка на женщину в 2014 году).
Как и во многих других европейских странах, связь между браком и рождаемостью в последние десятилетия ослабла: сегодня большинство детей рождаются вне брака (в 2014 году 59 % детей родились у незамужних женщин). Средний возраст матерей при первых родах в 2014 году составил 26,6 лет.

## Религия
В прошлом, согласно эстонской мифологии, древние женщины Эстонии верили в женское божество и покровительницу беременных женщин и рожениц, Рыугутая.
Первая женщина-священник Лайне Вилленталь была рукоположена в 1967 году Эстонской евангелическо-лютеранской церковью.